# 小型ショベルドーザ

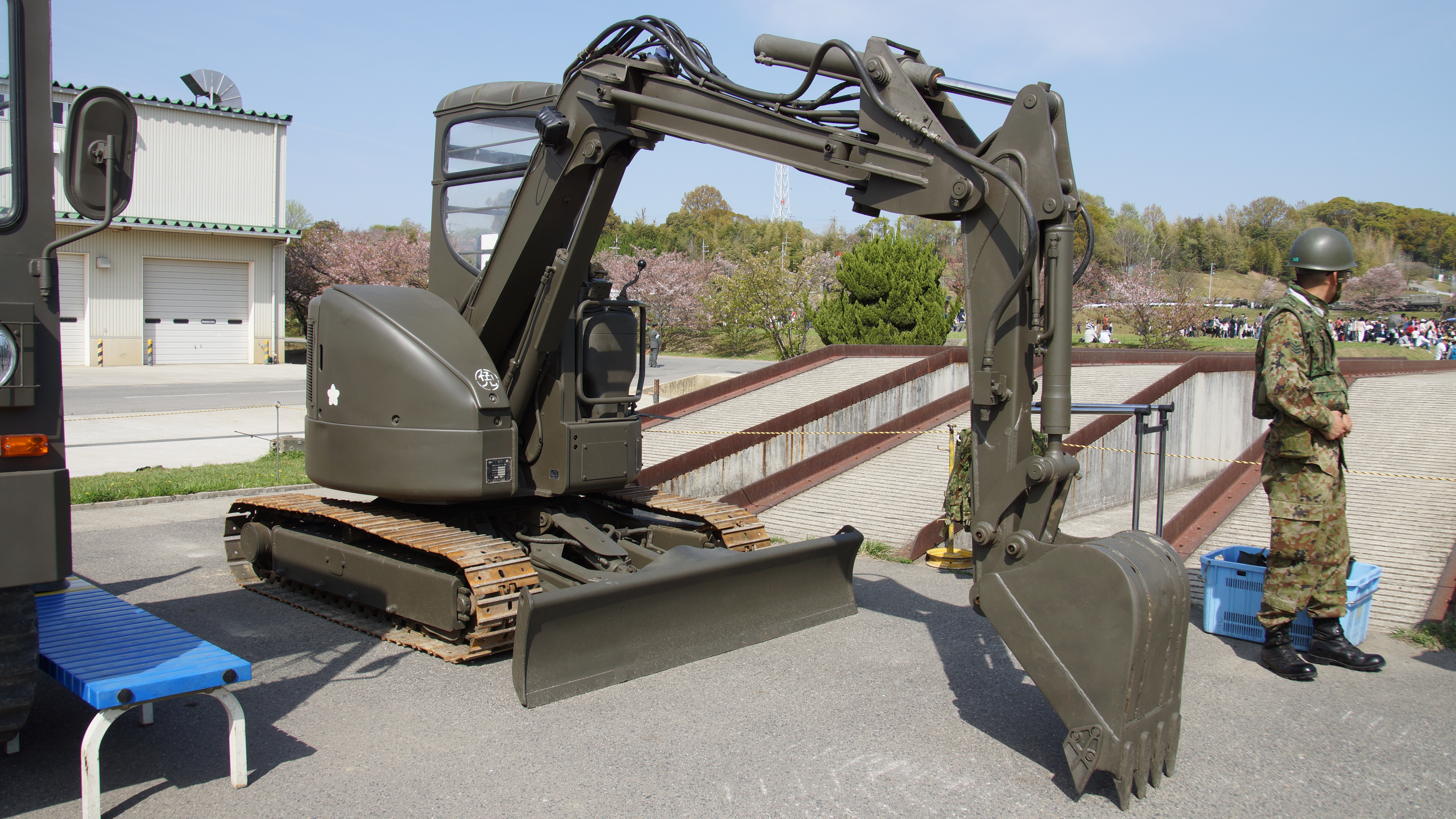
小型ショベルドーザ

小型ショベルドーザ（こがたショベルドーザ）は、陸上自衛隊で使用されている車両である。

## 概要

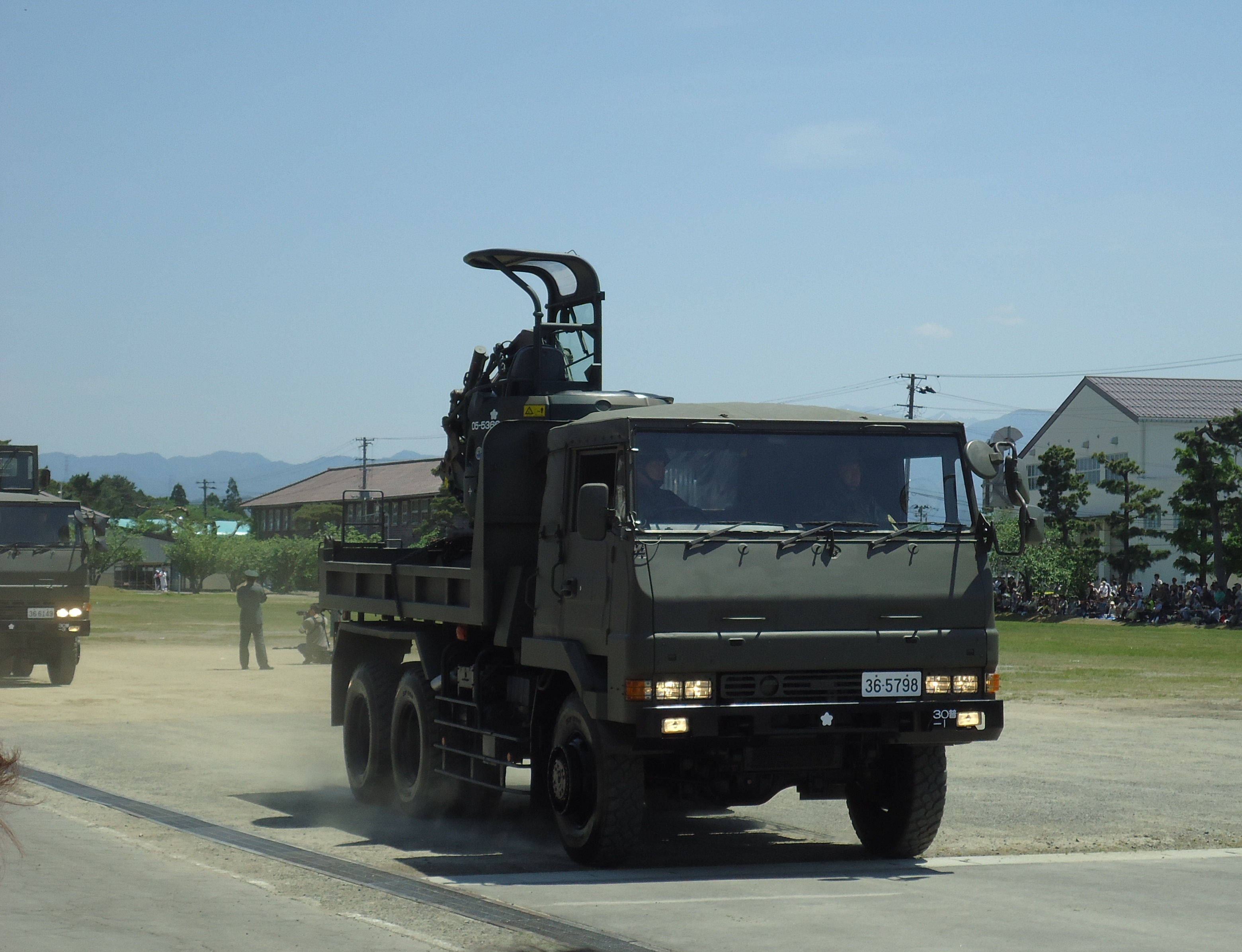
73式大型トラックに積載される小型ショベルドーザ

本車は市販のミニショベルまたは極小旋回ショベルと呼ばれる1人乗りの360度旋回が可能な小型油圧ショベルをベースにした装備で、小型ドーザの後継として2002年より調達が始まった。基本的には民生品をそのまま使用しており、塗色がOD色のほかは一般の建設機械と変わらない。
従来の小型ドーザがいわゆるブルドーザーにバックホーを付けた形状で、排土板を用いた排土や整地がメインでバックホーを使った作業は副次的であったのに対し、本車はバックホーにあたるショベルを最大限活用した掘削作業がメインとなったのが異なる点である。これは小型ドーザを配備する部隊が、方面施設隊など比較的規模の小さい部隊であり、整地よりは掩体掘削のほうがメインの作業が多かったことによる。これにより従来よりも掩体掘削、障害の迅速な構築が可能となった。

## 運用

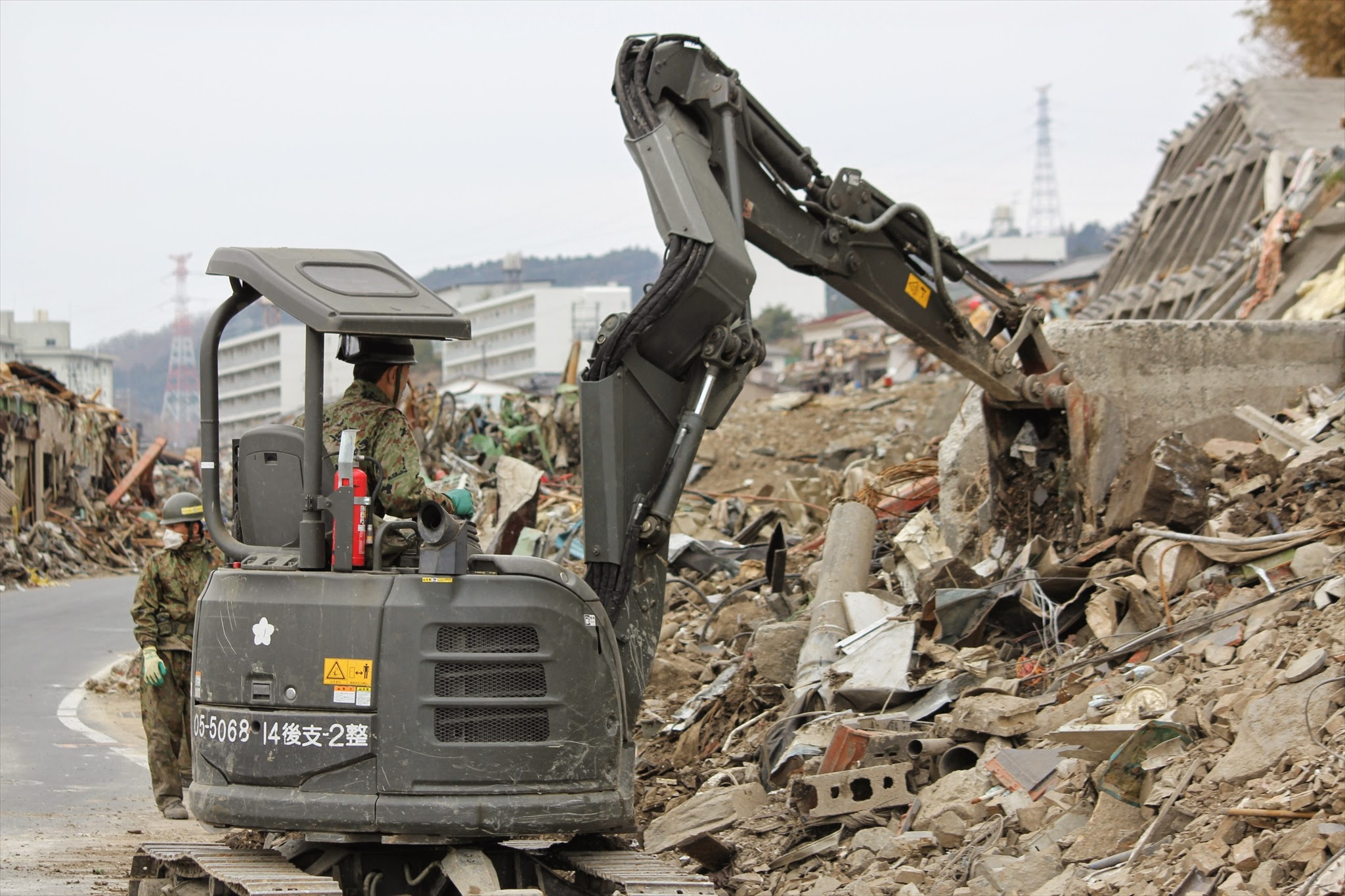
災害派遣にて使用される小型ショベルドーザ

施設科への配備はもちろん、掩体掘削の機会が多い普通科など第1線の戦闘部隊への配備も進んでいる。これは本車が73式大型トラックの荷台に乗せることが可能なため、中型セミトレーラなどの輸送専用車両を必要としないことも大きな理由と言える。